# Никола Крестић
Никола Крестић (Загреб, 22. децембар 1824. — Загреб, 1. децембар 1887) био је адвокат, политичар, први Србин у Хрватској изабран за председника Сабора.

## Биографија
Гимназију је завршио у Загребу. Студирао је филозофију у Пешти, а права у Загребу, где је 1847. отворио адвокатску канцеларију. Бан Јелачић га је 1848. и 1849. године запослио као свог секретара. Као адвокат удружио се са српским политичарем Максом Прицом, а њихова заједничка канцеларија је убрзо постала једна од најчувенијих у Хрватској.
Као члан Народне странке Крестић је 1861. године постао члан Хрватског сабора, а затим је ступио у тзв. Самосталну странку која је имала аустрофилски програм. Године 1871. ушао је у Сабор као члан Народне странке, супротстављајући се нагодбеној политици којом је највиша државна власт покушавала да реформише државу. У политици Хрватске, централно питање је постало постизање споразума о хрватско-угарској нагодби и њеној ревизији после избора тзв. регниколарна депутације. Захваљујући његовом утицају дошло је до споразума између униониста и народњака, а такав успех донео му је 1873. године место председника Хрватског сабора. На том положају је остао непрекидно све до 1884. године. Те године се због болести повукао из јавног живота. Изабран је за председника адвокатске коморе у Загребу 1871. године, а ту дужност вршио је до смрти 1887. године.
Његово јавно деловање извршило је несумњиви утицај на Србе у Хрватској. Био је то први Србин изабран за председника Хрватског сабора, а то је било највише признање које је могао да постигне један српски политичар у Хрватској.